# Теория кооперации и конкуренции
Теория кооперации и конкуренции (англ. «A theory of cooperation and competition») — теория конфликта, созданная американским социальным психологом и конфликтологом Мортоном Дойчем в 1949 году. Теория рассматривает конфликт как форму ответа на объективную внешнюю ситуацию, в рамках ситуативного подхода в русле бихевиоризма.
М. Дойч является учеником Курта Левина. В более поздних работах он меняет свои взгляды с бихевиоризма на когнитивизм и работает уже в рамках когнитивной парадигмы.

## Экспериментальные работы
Теория базируется во многом на экспериментальных работах учёного. Эксперименты в поведенческой парадигме являются обязательным способом утверждения научного статуса объективной психологии.
Эксперименты были посвящены системе взаимодействия и взаимозависимости между членами малой группы. Наиболее известное исследование — это диссертационное исследование 1948—1949 годов, которое было посвящено влиянию кооперации и конкуренции на групповые процессы. Работая преподавателем психологии, Дойч использовал в качестве испытуемых собственных студентов. Он разделил их на 10 групп по 5 человек. Все группы в течение шести недель по три часа еженедельно выполняли один и тот же набор простых интеллектуальных задач. На второй неделе испытуемых делили на группы с кооперативной и конкурентной системой оценивания: оценивался индивидуальный вклад или коллективный вклад. Таким образом, за выполнение задания баллы выставлялись индивидуально каждому студенту или всей группе в целом, в сравнении с другими группами. За группами осуществлялось наблюдение с регистрацией аспектов группового общения: дружелюбность, открытость, качество дискуссии, взаимное принятие и понимание во время дискуссии и других. После выполнения задания испытуемые оценивали свои реакции и установки во время дискуссии. Все более поздние экспериментальные модели Дойча базировались на той же схеме: варьировались внешние условия с целью создать ситуацию кооперации или конкуренции; регистрировались реакции испытуемых (установки, стратегии поведения и т. д.). Исследования проводились на гомогенных и гетерогенных группах, естественных и лабораторных и многих других. На основе данной схемы Дойч провёл около сотни экспериментов.
Проведённые эксперименты показали, что в условиях кооперации члены группы относятся более внимательно  друг к другу, а также более дружелюбны, чаще акцентирую внимание на общность. Они чаще взаимодействуют и координируют усилия, качество дискуссии повышается, а следовательно, и повышается продуктивность решения групповой задачи. После решения члены группы высказывают большее удовлетворение группой и её результатами. В условиях конкурентной среды подобные эффекты происходят реже или не происходят вовсе, что приводит к групповому решению, уступающему в качестве решению в условиях кооперации. В итоге, члены группы остаются не удовлетворены результатами, воспринимают друг друга враждебно и акцентирую внимание на различиях друг друга.
Дойч использовал и ещё одну экспериментальную схему: игровые ситуации на основе матричных игр. Использование матричных игр позволяет изучать конфликт в лабораторных условиях, в особенности его кооперативные и конкурентные аспекты. Наиболее известный пример матричной игры - это дилемма узника ("дилемма заключённого").
В основе дилеммы лежит история о двух подозреваемых, которых по отдельности допрашивает окружной прокурор. Оба они участвовали в преступлении, но у прокурора пока есть только доказательства их виновности в менее серьезном преступлении. Поэтому он по отдельности предлагает каждому из подозреваемых сознаться. Если один из них сознается, а другой нет, прокурор гарантирует первому освобождение (а его признание использует для обвинения второго в более тяжком преступлении). Если сознаются оба, каждый получит умеренный срок. Если ни один не признается, наказание для обоих будет незначительным. <...> А вы, столкнувшись с такой дилеммой, признались бы?
Сама схема дилеммы ставит участников (в диаде, двух участников) эксперимента в ситуацию выбора одной из двух стратегий поведения: кооперацию или конкуренцию. Ситуация эксперимента предполагает матрицу выигрышей и потерь, в зависимости от выбранной участниками стратегии поведения. Кооперативная стратегия ("непризнание") основана на доверии к партнёру и одновременно наиболее рискованная. Если признаётся в преступлении только один участник, то только он остаётся в выигрыше, а другой проигрывает. Но если оба участника выбирают стратегию соперничества ("признания"), основанную на поиске односторонних преимуществ, то они оказываются в проигрыше тоже оба.
В экспериментах варьировались различные элементы ситуации: вводились дополнительные условия, изменялись характеристики воображаемого "другого", его статус, коммуникация между участниками ограничивалась, полностью исключалась или проходила открыто. Также использовались и другие лабораторные игры, построенные по тому же принципу: выигрыши и потери зависели от выбранных участниками стратегий.
В результате были выделены виды личностных ориентаций в интерперсональных ситуациях: кооперативная стратегия (стремление к достижению личного благополучия при одновременной заинтересованности в благополучии других), индивидуалистическая (стремление реализовать собственные интересы при этом не заботясь о благополучии других), конкурентная (стремление достичь своей цели и получить больше других), альтруистическая (стремление максимизировать выигрыш другого). Часть людей в большинстве случаев выбирали только определённую стратегию и всегда ей следовали, при этом приписывая другим ту же стратегию. Другие же могли менять стратегии от ситуации к ситуации.

## Основные положения теории
Теория основана на двух основных положениях:
- Взаимозависимый характер целей людей, находящихся внутри ситуации: когда оба могут достигнуть цели одновременно (способствующая взаимозависимость) или когда достигнуть цели может только один из участников (противоположная взаимозависимость). В большинстве жизненных ситуаций наблюдается сложная взаимозависимость целей, когда и способствующая и противоположная взаимозависимость сосуществуют одновременно. Но взаимозависимость - обязательное условие, без которого конфликт не возникнет.[4]
- Люди действуют в ситуации определённым образом: кооперация (координация действий по совместному достижению целей) и конкуренция (усиление собственной позиции за счёт ущемления интересов другой).[1]

### Закон социальных отношений
Характерные процессы и эффекты, вызванные данным типом социального отношения, имеют тенденцию вызывать этот тип социального отношения. Кооперация будет вызывать и вызываться восприятием единства, готовностью оказать помощь, открытостью, доверием и дружественностью и т. д.. Конкуренция будет вызывать и вызываться угрозами и хитростью, ограничением коммуникации, подозрительностью, акцентированием на различиях и т. д..
По мнению Дойча, конфликт может возникать и в условиях кооперативного, и в условиях конкурентного взаимодействия. Но среда будет влиять на ход конфликта и на качество его разрешения. Конфликт, протекающий в условиях кооперативной среды, имеет больше шансов разрешиться продуктивно, с достижением положительного или даже максимально положительного результата (что видно на примере дилеммы узника). Конкурентная среда может стать причиной деструктивного разрешения конфликтной ситуации, хотя соперничество не всегда однозначно ведёт к отрицательному результату (что опять же видно на примере дилеммы узника: соперничество может максимизировать выигрыш одного, но только в условиях проигрыша другого).
Дойч предлагает создавать кооперативную среду в группе, чтобы конфликты внутри неё разрешались продуктивно. Это возможно, если использовать закон социальных отношений. При создании атмосферы дружелюбия и поддержки, при акцентировании внимания на общих целях, участники межличностного взаимодействия будут содействовать друг другу в достижении цели, обмениваться полезной для решения информацией и сформируют позитивные установки относительно друг друга,а также будут удовлетворены совместным результатом и своим личным вкладом в него.
Дойч предполагал, что ситуации взаимодействия и стратегии поведения в этих ситуациях для межличностных и межгрупповых (в малых и больших группах) конфликтов одинаковы, и их можно рассматривать, используя идентичные категории.

### Характеристики кооперативной среды
Кооперативная система взаимодействия будет характеризоваться: 
1. Эффективной внутригрупповой коммуникацией, вербализацией большого количества идей и восприимчивостью к ним.
2. Проявлениями дружественности и взаимопомощи, удовлетворённостью своей группой.
3. Координацией усилий и разделением труда.
4. Уважением и отзывчивостью.
5. Ощущением сходства в убеждениях и ценностях, доверием к членам группы.
6. Готовность увеличивать ресурсы, силы и возможности другого члена группы для достижения общих целей.
7. Конфликт воспринимается как проблема, которая должна быть решена совместными усилиями. Ограничение расширения конфликта.[4]

Конкурентная среда будет обладать полностью противоположными характеристиками и базироваться на возможности разрешения конфликта усилением собственной единичной позиции и подавлением другой, что будет приводить к эскалации.

## Критика
Критика сводится, прежде всего, к нерелевантности условий эксперимента реальным жизненным ситуациям. Специфика конфликта определяется его значимостью для участников. Воссоздать в лабораторных условиях эту «остроту» невозможно в подавляющем большинстве случаев.
Другим пунктом критики было то, что реальная и воспринимаемая участниками ситуация может не совпадать. Например, объективная ситуация конкуренции не всегда будет воспринята участниками как конкуренция. Впоследствии Дойч учёл эти критические замечания в своих работах в рамках когнитивной парадигмы.